# Les Irréguliers de Baker Street
Les Irréguliers de Baker Street (The Irregulars) est une série télévisée britannique en huit épisodes de 49-58 minutes, créée par Tom Bidwell et diffusée le 26 mars 2021 sur la plateforme Netflix. La série met en scène les Irréguliers de Baker Street qui travaillent pour le docteur Watson et Sherlock Holmes afin de protéger Londres contre les aspects surnaturels.

## Synopsis
Dans le Londres de l'époque victorienne, Bea, Jessie, Billy, Spike et Leopold sont des adolescents vivant dans des rues aux alentours de Baker Street. Connus sous le nom des Irréguliers de Baker Street, ils travaillent pour le docteur Watson afin de résoudre des crimes de plus en plus surnaturels. Sherlock Holmes rémunère leurs services au tarif de quelques shillings.

## Distribution

### Acteurs principaux
- Thaddea Graham (VF : Jessica Monceau) : Bea
- Darci Shaw (VF : Émilie Rault) : Jessie, jeune sœur de Bea
- Jojo Macari (VF : Clément Moreau) : Billy
- McKell David (VF : Tom Trouffier) : Spike
- Harrison Osterfield (VF : Benjamin Bollen) : Leopold

### Acteurs secondaires
- Royce Pierreson (VF : Jean-Baptiste Anoumon) : John Watson
- Henry Lloyd-Hughes (VF : Axel Kiener) : Sherlock Holmes
- Clarke Peters (VF : Thierry Desroses) : l'homme en blanc
- Edward Hogg (VF : Guillaume Lebon) : Daimler
- Alex Ferns (VF : Jérôme Pauwels) : Vic Collins
- Ian Whyte : le docteur
- Eileen O'Higgins (VF : Céline Melloul) : Alice
- Nell Hudson : Louise
- Charles Armstrong : M. Bannister
- Rory McCann (VF : Guillaume Orsat) : le maître des oiseaux / Arthur Hilton
- Olivia Grant (VF : Juliette Degenne) : Patricia Coleman-Jones
- Lisa Dwyer Hogg : sœur Anna
- Tim Key (VF : Benoît Du Pac) : Gregson
- Jonjo O'Neill (VF : Sébastien Desjours) : Mycroft Holmes
- Aidan McArdle (VF : Laurent Morteau) : l'inspecteur Lestrade
- Sheila Atim : « La Petite Souris » / Jean Gates

## Production

### Développement
Le 20 décembre 2018, on annonce que Netflix avait projeté une série avec Tom Bidwell sur les Irréguliers de Baker Street. Ce dernier décrit la série comme « [son] projet de rêve et [sa] plus ancienne idée », adoptant une vision différente du personnage Sherlock Holmes et de sa relation avec les Irréguliers : « Sherlock Holmes avait engagé un groupe de gamins des rues à qui il confiait une des missions pour l'aider à rassembler des indices, alors que notre gamme est de savoir si Sherlock Holmes était un toxicomane et un délinquant, et que les enfants résolvent toutes énigmes pendant qu'il s'en attribue le mérite » (« Sherlock Holmes had a group of street kids he’d use to help him gather clues so our series is what if Sherlock was a drug addict and a delinquent and the kids solve the whole case whilst he takes credit »).
En décembre 2019, on apprend que Tom Bidwell est producteur délégué aux côtés de Jude Liknaitzky et Greg Brenman. Les réalisateurs de la série sont révélés : Johnny Allan, Joss Agnew et Weronika Tofilska.
En mai 2021, après la sortie de la première saison, Netflix annonce l'arrêt de la série, qui ne connaîtra pas de deuxième saison,.

### Attribution des rôles
En décembre 2019, on révèle qu'Henry Lloyd-Hughes incarne le rôle de Sherlock Holmes. Les autres acteurs principaux sont Royce Pierreson en docteur Watson et Clarke Peters en l'homme en blanc, Thaddea Graham en Bea, Darci Shaw en Jessie, Jojo Marcari en Billy, McKell David en Spike et Harrison Osterfield en Leopold,.
En septembre 2020, Aidan McArdle rejoint l'équipe dans le rôle de l'inspecteur Lestrade, aux côtés d'Olivia Grant qui endosse les costumes de Patricia Coleman-Jones. En décembre, Sheila Atim est également engagée dans un rôle non communiqué.

### Tournage

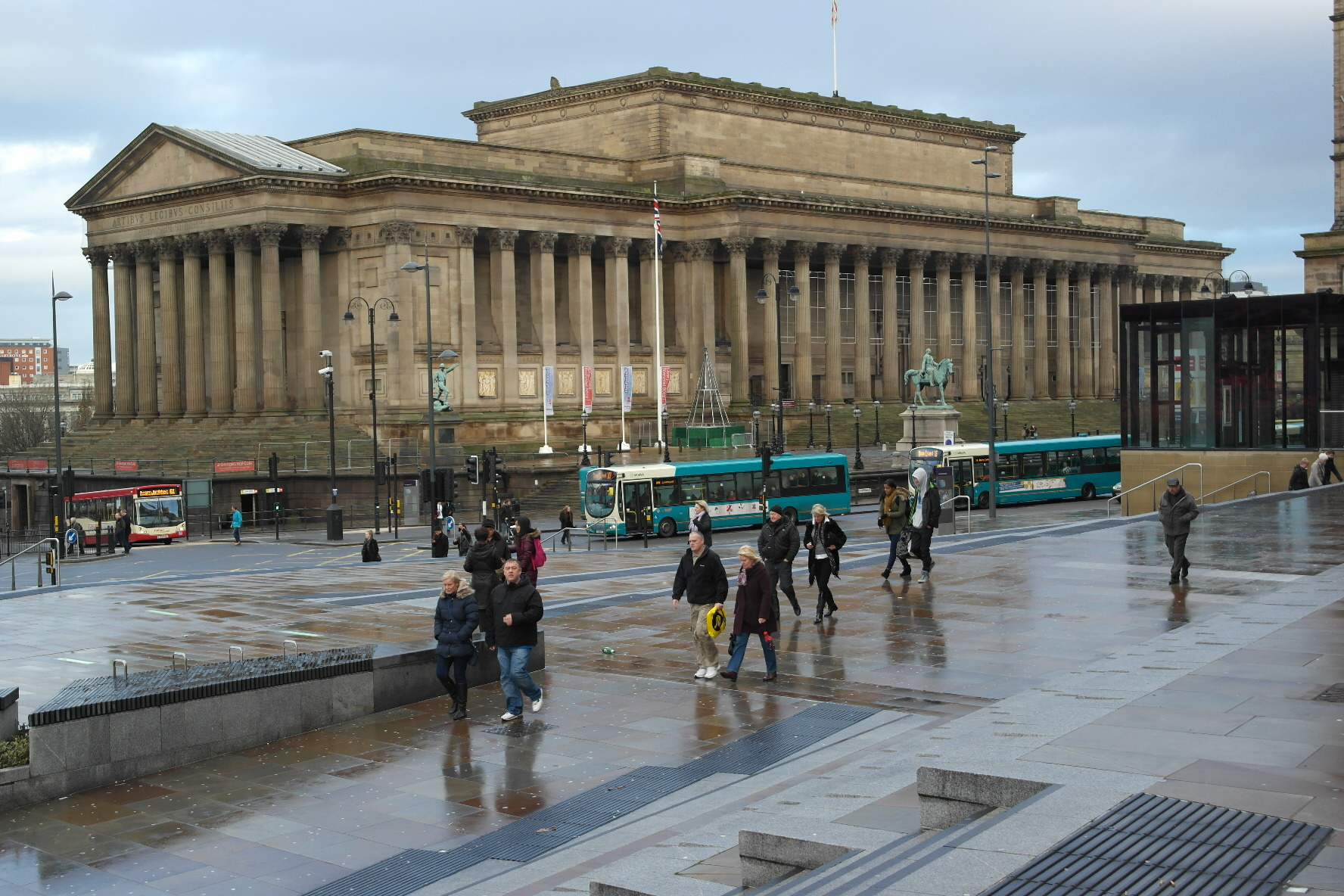
Le St George's Hall, l'une des scènes du tournage.

Le tournage a lieu au Royaume-Uni, début décembre 2019 au Dorfold Hall à Nantwich dans le Cheshire. Il a lieu à Liverpool à la fin de l'année 2019 et début 2020, devant St George's Hall, au palmarium de Sefton Park (en) et dans la Falkner Street (en) dans le quartier georgien,, pour restituer le Londres victorien.

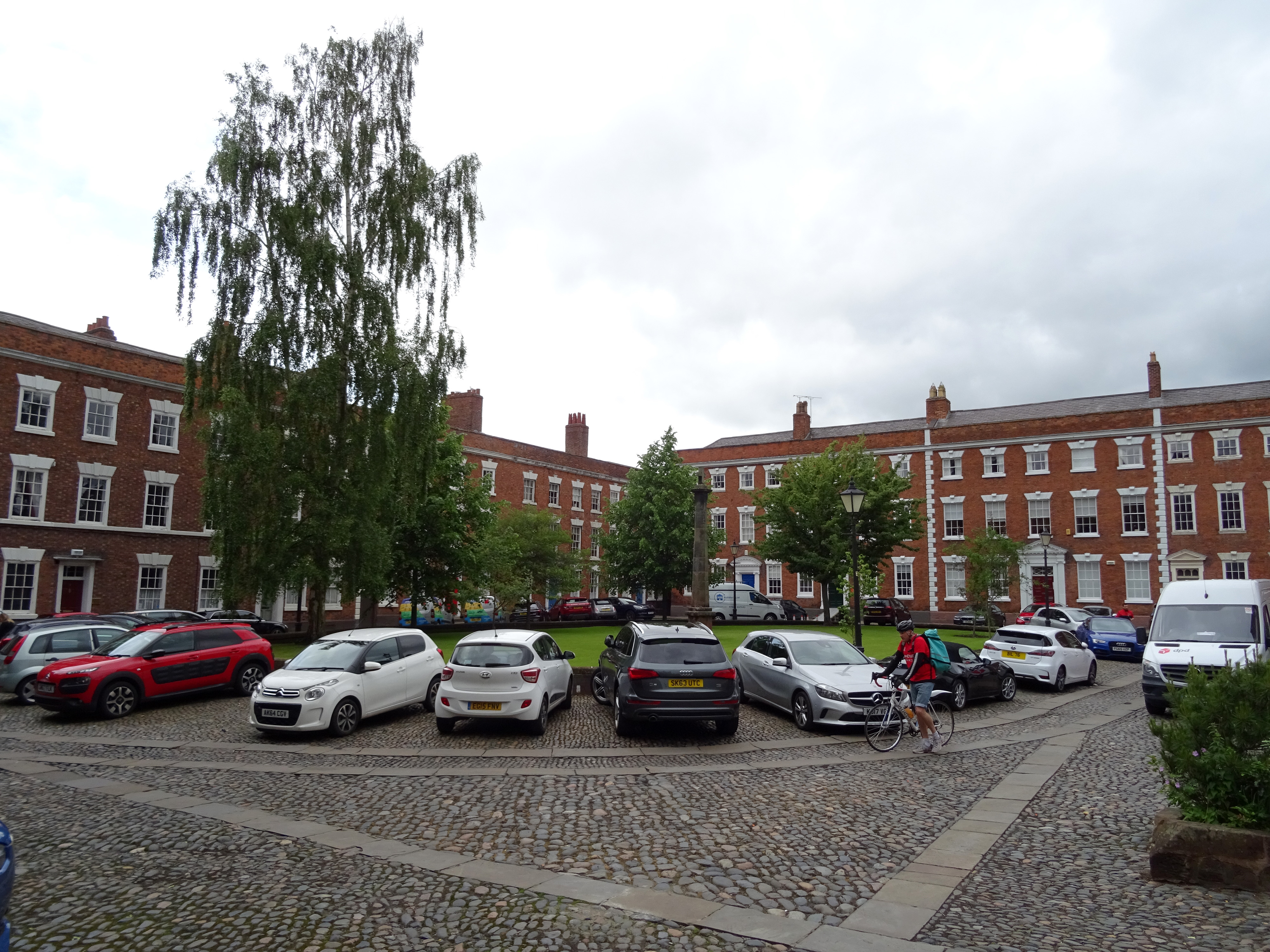
L'Abbey Square, de Chester, est servi de décor à la Baker Street.

En janvier 2020, il est temporairement interrompu : une actrice est blessée en plein tournage sur l'Ormond Street. En fin janvier, il a lieu à Chester, non loin de la cathédrale de Chester, qui sert de décor à la célèbre Baker Street et dans la banlieue de Hoole (en). En mars, il a également lieu au musée de l'ancienne prison de Ruthin Gaol dans le pays de Galles du Nord, qui est une ancienne prison de Pentonville,. En août, le tournage reprend pour les scènes à Ellesmere Port, envisagé au mois de mars précédent.
Il a également lieu au château de Wentworth Woodhouse à Wentworth dans le district métropolitain de Rotherham de Yorkshire du Sud et, pour les scènes extérieures et de rues, au musée de Gladstone Pottery (en), dans le quartier de Longton à Stoke-on-Trent, et dans le quartier de Castlefield à Manchester.

### Fiche technique
Sauf indication contraire, les informations mentionnées dans cette section peuvent être confirmées par la base de données cinématographiques IMDb,  présente dans la section « Liens externes ».
- Titre original : The Irregulars
- Titre français : Les Irréguliers de Baker Street
- Création : Tom Bidwell
- Réalisation : Joss Agnew, Johnny Allan et Weronika Tofilska
- Scénario : Tom Bidwell et Sarah Simmonds
- Musique : Paul Haslinger
- Casting : Sarah Crowe
- Direction artistique : Adam David Grant, Gabriel Liste et Sivo Gluck
- Décors : Víctor Molero
- Costumes : Edward K. Gibbon
- Photographie : Nick Dance, Laurens De Geyter et Tony Miller
- Montage : Lois Bygrave, Mark Hermida, Peggy Koretzky et Adam Moss
- Production : Rebecca Hodgson et Jude Liknaitzky
Production déléguée : Tom Bidwell et Greg Brenman
Production exécutive : Jonathan Leather
Coproduction : Michael Ray
- Société de production : Drama Republic
- Société de distribution : Netflix
- Pays d'origine :  Royaume-Uni
- Langue originale : anglais
- Format : couleur
- Genre : drame policier à énigme
- Durée : 49-58 minutes
- Date de première diffusion :
  - Monde : 26 mars 2021 (Netflix)

## Diffusion
Le 22 février 2021, Netflix présente la première bande annonce de la série. Les huit épisodes sont diffusés sur Netflix dès le 26 mars 2021.

## Épisodes
| N° | Titre                                                                                     | Réalisateur       | Scénariste                  |
| --- | ----------------------------------------------------------------------------------------- | ----------------- | --------------------------- |
| 1 | Chapitre un : Une menace plane sur Londres Chapter One: An Unkindness in London           | Johnny Allan      | Tom Bidwell                 |
| Jessie, Béa, Billy et Spike sont des adolescents orphelins vivant ensemble sous le même toit des bas quartiers de Londres. Un jour, Béa est contactée par un inconnu pour mener une enquête sur la disparition de quatre nouveau-nés. L’homme habite au 221B Baker Street et ne peut mener lui-même l’enquête dans les bas quartiers au risque d’être repéré. L’aînée de l’un des quatre nouveau-nés, prénommée Susan, a également disparu : l’homme du 221B demande a Béa et ses amis de la retrouver. Spike y parvient rapidement. Susan explique s’être enfuie de chez ses parents pour retrouver sa petite sœur. Elle n’a toutefois pas le temps d’en dire plus : une nuée de corbeaux attaque les adolescents et tue Susan. En parallèle, Léo, un jeune aristocrate du même âge, s’ennuie de sa vie guindée. À l’occasion d’une sortie dans les rues de Londres, il aperçoit Béa et veut dès lors la retrouver. Il y parvient et sympathise avec elle. Béa lui parle de son enquête. Le jeune homme découvre que les quatre bébés disparus sont nés le même jour dans le même hôpital. Des recherches complémentaires lui permettent d’identifier deux autres enfants répondant aux mêmes critères. L’un est mort-né, l’autre doit être sauvé avant d’être enlevé à son tour. Les adolescents arrivent trop tard : un corbeau s’empare du bébé sous les yeux de Billy. Les adolescents parviennent à suivre l’oiseau et découvrent ainsi l’homme à l’origine des enlèvements. Il s’agit d’Arthur Hilton, le père de l’enfant mort-né à l’hôpital. Jessie découvre alors qu’elle dispose du pouvoir d’entrer dans l’esprit d’autres personnes et d'accéder à leurs souvenirs. Les adolescents parviennent à s’introduire chez Hilton mais sont découverts. L’homme possède des pouvoirs surnaturels et invoque l’ensemble des oiseaux de Londres pour attaquer les adolescents. Jessie entre alors dans l’esprit d’Arthur Hilton. Elle découvre que l’homme est persuadé que sa fille a été enlevée à la naissance. En réactivant le souvenir refoulé de sa femme ayant fait une fausse couche, elle parvient à le raisonner et lui faire abandonner ses sinistres projets. Hilton est en revanche incapable d’expliquer l’origine des pouvoirs démoniaques qui lui ont été conférés après une séance de spiritisme, au cours de laquelle il avait tenté de communiquer avec sa défunte femme. L’homme est arrêté et les nouveau-nés sont rendus à leur famille. L’inconnu du 221B rémunère Béa pour le service rendu. Il lui apprend également qu’il l’a contactée en sachant que Jessie possédait des pouvoirs surnaturels. Celle-ci serait un ange susceptible de combattre un mal qui s’abat sur Londres. |                                                                                           |                   |                             |
| 2 | Chapitre deux : Les Fantômes du 221B Chapter Two: The Ghosts of 221B                      | Johnny Allan      | Tom Bidwell                 |
| L'inconnu du 221B demande à Béa d'enquêter sur un nouveau mystère : deux enfants, ainsi qu’une femme, se sont réveillés en découvrant que l’ensemble de leurs dents avaient été arrachées pendant la nuit. Béa accepte, mais envoie Spike s’introduire au 221B Baker Street pour comprendre qui est cet étrange donneur d’ordres. Pendant ce temps, le déroulement de l’enquête mène Jessie jusqu’à un ancien cabinet de dentiste où elle se trouve confrontée à une femme aux pouvoirs surnaturels. Celle-ci la plonge dans un profond sommeil et s’apprête à lui arracher les dents lorsque Béa arrive et parvient à libérer Jessie. La dentiste est dès lors ligotée sur une chaise. Jessie entre dans son esprit pour comprendre l’origine de ses pouvoirs. Ceux-ci lui sont également venus à la suite d'une séance de spiritisme. Les adolescents découvrent que la dentiste utilise les dents qu’elle a arrachées pour produire des clones de ses victimes. Ceux-ci lui obéissent et doivent servir à tuer le duc de Winchester. Ce dernier serait à l’origine du suicide du père de la dentiste, qui était locataire du duc et n’était plus en mesure de faire face aux hausses de loyers. Deux enfants clonés partent ainsi à une réception où le duc a été invité, mais leur tentative d’assassinat échoue : le duc porte une protection contre les balles et Billy surgit pour veiller sur lui. Le troisième clone s’avère être celui de la femme du duc, qui tente alors de poignarder son mari. Billy s’interpose en attirant la fureur du clone contre lui. Béa, qui comprend que la vie de Billy est en grave danger, se résout à tuer la dentiste. Sa mort entraîne celle des trois clones. Le duc et Billy sont sauvés. Jessie apprend peu après, à travers une vision dans laquelle elle rencontre un inconnu de Louisiane, qu’une brèche a été ouverte entre le monde des morts et le monde des vivants, et que le mal qui frappe Londres en est la conséquence. La brèche s’agrandit progressivement et pourrait entraîner l’absorption du monde des vivants dans les mondes morts. Il est impératif que cette brèche soit refermée avant que le drame survienne. Spike revient quant à lui de son enquête au 221B Baker Street avec la conviction que l’homme qui y vit, John Watson, en connaît long sur la communication avec le monde des morts. Béa décide de trouver Watson pour lui demander des explications. Elle est accueillie par un personnage qui semble la connaître et se présente sous le nom de Mycroft Holmes. |                                                                                           |                   |                             |
| 3 | Chapitre trois : Ipsissimus Chapter Three: Ipsissimus                                     | Joss Agnew        | Tom Bidwell                 |
| Mycroft Holmes explique à Béa qu’il fait partie du cercle « Aube dorée » réunissant des amateurs de paranormal. Le chef d’Aube dorée a récemment été assassiné dans des conditions étranges. Mycroft soupçonne que le criminel soit l’un des membres du cercle. Ces derniers doivent se réunir le lendemain dans un manoir. Mycroft demande à Béa et ses amis de venir y mener l’enquête. La jeune fille accepte et s’y rend le lendemain avec Jessie, Billy, Spike et Léo. La réunion du cercle commence. Béa et Jessie peuvent observer la scène sans être vues. Elles assistent à une cérémonie satanique au cours de laquelle l’un des six membres du cercle, Gustav, est désigné pour être le nouveau chef. Gustav est toutefois assassiné au cours de la nuit dans des circonstances rappelant le précédent meurtre. La mise en scène du corps, inspirée d’une carte de tarot, déclenche une malédiction autour du manoir : celui-ci est projeté hors du temps et plus personne ne peut en sortir. Les membres du cercle découvrent alors que Jessie est une « Ipsissimus », une médium aux dons extrêmement rares. Le meurtrier semble dès lors en vouloir à Jessie. Deux autres membres du cercle sont retrouvés morts peu après. Béa soupçonne brièvement Mycroft, mais ses déductions se révèlent infondées. Béa, Billy, Léo et Spike, avec l’aide de Mycroft, comprennent que la meurtrière est en réalité Patricia Coleman Jones. Celle-ci souhaite tuer Jessie en invoquant une puissance des ténèbres pour s’approprier son don d’Ipsissimus. Elle utilise pour cela un sort lui permettant d’attirer la jeune fille jusqu’au sommet d’une tour au-dessus de laquelle une incantation fait apparaître un nuage chargé de foudre. Spike parvient à perturber les plans de Patricia, qui se retrouve foudroyée à la place de Jessie et meurt sur le coup. Le manoir est libéré de sa malédiction. Mycroft Holmes explique plus tard à Béa et Jessie qu’il n’est pas un véritable membre d’Aube Dorée, mais un membre du gouvernement ayant intégré le cercle pour étudier les croyances liées au paranormal. Son frère, Sherlock Holmes, avait voulu en faire de même quinze ans plus tôt. Une brèche entre le monde des morts et des vivants avait alors été ouverte une première fois. Sherlock cherchait à communiquer avec le monde des morts et, après que la brèche soit refermée dans des conditions mystérieuses, ne redevint jamais lui-même. Mycroft s’inquiète du fait que Watson puisse désormais être lié à la réouverture de cette brèche. Béa découvre par ailleurs sur une ancienne photographie que Watson connaissait sa mère, Alice, qui est également la mère de Jessie. |                                                                                           |                   |                             |
| 4 | Chapitre quatre : L'Aiguille et le Couteau Chapter Four: Both the Needle and the Knife    | Joss Agnew        | Tom Bidwell, Sarah Simmonds |
| Watson confie à Béa une nouvelle enquête pour élucider le meurtre de deux hommes dont le visage a subi des atrocités. Lors de l’entrevue, Béa cherche à en savoir plus sur Sherlock Holmes, mais Watson refuse de donner la moindre information et se montre menaçant. L’enquête de Scotland Yard est confiée à l’inspecteur Lestrade, qui a été prévenu par Watson que Jessie pourrait l’aider grâce à ses dons. Aux abords de la scène de crime, la jeune fille entre par inadvertance dans l’esprit d’un badaud qui se révèle lié aux crimes. Elle apprend ainsi de nombreux éléments sur l’affaire : les deux hommes assassinés, ainsi que le badaud en question, ont passé une soirée dans un pub en compagnie d’une jeune fille qui s’est ensuite retrouvée enceinte. Cette jeune fille cherche désormais à se venger en tuant les hommes qui ont profité d’elle. L’enquête révèle que la meurtrière, prénommée Clara, dispose d’un don diabolique en étant capable de prendre l’apparence des personnes qu’elle tue grâce à une technique dérivée de la taxidermie. Le badaud croisé dans la rue était en réalité Clara, dissimulée sous l’apparence du troisième homme ayant abusé d’elle, tué lui aussi. La jeune fille poursuit sa vengeance en tuant le tenancier du pub puis l’inspecteur Lestrade, qui représente un danger pour elle. Jessie se rend compte que la personne ayant l’apparence de Lestrade a désormais changé de caractère et comprend qu’il s’agit de Clara. Elle parvient à discuter avec elle puis à entrer dans son esprit pour connaître l’origine de son pouvoir. Celui-ci lui a été conféré par un démon à tête de corbeau qui apparaît également dans les cauchemars de Jessie depuis que la brèche a été rouverte. Ayant obtenu de Clara la promesse qu’elle ne tuera plus, Jessie la laisse s’en aller. Pendant ce temps, Léo revient dans sa famille où il retrouve une vie aristocratique. Invité à une réception, il repousse les avances d’une jeune fille, préférant fréquenter Béa. Le spectateur découvre que Léo est en réalité le prince d’Angleterre. De son côté, Béa mène une enquête parallèle pour se renseigner sur Sherlock Holmes. Ses recherches l’amènent à un premier échec face à Watson qui parvient à la piéger et lui interdit dès lors de revenir au 221B. Béa poursuit néanmoins ses recherches et découvre que Sherlock Holmes était marié à sa mère Alice. Elle le retrouve, drogué, au pied de la tombe de sa mère. |                                                                                           |                   |                             |
| 5 | Chapitre cinq : Étudiants des arts profanes Chapter Five: Students of the Unhallowed Arts | Weronika Tofilska | Tom Bidwell                 |
| Béa aide Sherlock Holmes à trouver un refuge. Il accepte dès lors de lui raconter sa propre histoire. Après avoir été brièvement le plus jeune inspecteur de Scotland Yard, il avait monté son agence de détectives avec John Watson, son colocataire. Les deux associés avaient alors enquêté sur une série de crimes commis par des meurtriers aux pouvoirs surnaturels. Pour être en mesure de résoudre ces affaires, Holmes et Watson s’étaient associés à une jeune médium, Alice, la mère de Béa. Alice était une « Ipsissimus ». Sherlock, Watson et Alice s’étaient donné le nom d’« Irréguliers ». Ils cherchaient à localiser la brèche entre le monde des morts et le monde des vivants à l’origine des crimes commis à Londres. Sherlock et Alice se marièrent et eurent une fille, Jessie. Le quotidien du couple était toutefois troublé par les cauchemars d’Alice, qui voyait apparaître pendant son sommeil des bourreaux du XVIe siècle. Holmes considérait que ces cauchemars pouvaient permettre de localiser la brèche et incitait Alice à les explorer malgré ses angoisses. Une puissante inimitié était par ailleurs apparue entre Watson et Alice. Grâce à l’aide de Watson, l’endroit où Alice était projetée lors de ses cauchemars fut finalement localisé après de longues et infructueuses recherches de la part de Sherlock. Les trois Irréguliers s’y étaient rendus et y avaient découvert la brèche ouverte entre le monde des morts et des vivants. Alice avait alors décidé d’entrer dans la brèche en s’y laissant aspirer. Sherlock avait essayé de la retenir mais Watson avait préféré sauver son ami en laissant Alice partir dans l’au-delà. La brèche s’était refermée après avoir englouti la jeune femme. Ayant perdu celle qu’il aimait, Sherlock avait dès lors plongé dans la drogue. Béa et Jessie furent envoyées en workhouse. À la suite de ce récit, l’ancien détective s’interroge désormais sur la manière dont Watson a été en mesure de se procurer les informations nécessaires pour localiser la brèche quinze ans plus tôt. Béa l’aide à se sevrer de l’opium et à retrouver ses capacités d’antan. |                                                                                           |                   |                             |
| 6 | Chapitre six : Heriacium Snowdoniense Chapter Six: Hieracium Snowdoniense                 | Weronika Tofilska | Tom Bidwell                 |
| Béa et Léo découvrent qu’une série d’atrocités commises sur diverses personnes correspondent aux crimes observés par Sherlock quinze ans plus tôt. Des personnes sont amenées à l’hôpital avec des membres ou des organes manquants, mais leurs plaies sont parfaitement cicatrisées. L’enquête mène les adolescents sur la piste d’une femme, Edith Dubois, experte en botanique. Chez elle, Edith est introuvable, mais les adolescents découvrent son journal intime dans lequel elle explique que son mari est atteint d’une maladie rare entraînant la disparition de ses membres. Elle aurait trouvé une substance capable de le plonger dans un état de coma et chercherait à le sauver en s’emparant des organes d'autres personnes pour les lui greffer avant de le ramener à la vie. Les adolescents parviennent à retrouver Edith dans un manoir au moment-même où elle termine son travail de greffe. Elle injecte une substance sans le corps de son mari pour le réveiller, sans effet immédiat. Béa, Léo, Billy et Spike découvrent alors que Watson est retenu ligoté dans une pièce adjacente. Edith explique avoir rencontré Watson quinze ans plus tôt. Cherchant déjà à sauver son mari, elle s’était tournée vers les sciences occultes et avait découvert une relique aux puissants pouvoirs. En cherchant à contacter Sherlock Holmes pour travailler sur cette relique, elle avait été reçue par John Watson qui cherchait depuis peu à maîtriser la communication entre le monde des morts et des vivants pour dépasser les recherches de Sherlock. Il avait alors profité de la faiblesse d’Edith Dubois pour s’emparer de la relique et ouvrir la brèche entre le monde des morts et des vivants. Le mari d’Edith Dubois retrouve alors soudainement conscience après de nombreuses années de coma. Le revenant évoque les souffrances qu’il a subies en étant maintenu si longtemps entre la vie et la mort, et déplore de n’avoir pas pu mourir dignement. Il tue sa femme puis inhale un poison pour abréger ses souffrances. Watson, Béa, Léo, Billy et Spike s’enfuient. Plus tard, Billy retrouve dans une rue l'ancien directeur de worhouse qui l’avait maltraité dans son enfance : l'homme se met à frapper Billy et celui-ci, en répliquant, le tue. En parallèle de ces événements, Jessie discute avec Sherlock Holmes. Le récit de ses cauchemars permet à l’ancien détective de comprendre que les démons qu’elle voit sont des guérisseurs de la peste. Pour autant, le détective ne parvient pas à localiser l’endroit auxquelles ses visions se rattachent. Plus tard, Jessie apprend dans une nouvelle vision que l’homme de Louisiane qu’elle voit dans ses rêves, et qui la guide régulièrement en lui apportant une aide précieuse, vient d’accoster à Londres après un long voyage depuis l’Amérique. Jessie se rend au port, mais celui-ci est désormais rempli de morts. L’homme de Louisiane se révèle être un puissant mage noir. Il projette Jessie dans ses cauchemars, dont elle ne peut plus sortir. |                                                                                           |                   |                             |
| 7 | Chapitre sept : L'Extase de la mort Chapter Seven: The Ecstasy of Death                   | Joss Agnew        | Tom Bidwell                 |
| Béa se rend au 221B pour retrouver Watson et comprendre ses motivations. Watson lui avoue sa jalousie passée envers Alice du fait que lui-même aimait Sherlock Holmes. Sa plongée dans les sciences occultes visait à impressionner son ami et retrouver son attention. Sherlock Holmes arrive à son tour au 221B en amenant le corps inerte de Jessie, enfermée dans ses cauchemars. Selon Watson, le mage noir qui est arrivé à Londres est un Ipsissimus. Il chercherait à découvrir l’emplacement de la brèche pour s’emparer de ses pouvoirs et devenir un dieu. Holmes et Watson sont alors convoqués à Scotland Yard par l’inspecteur Gregson. Le mage noir s’est introduit dans la salle des archives du Yard en tuant un garde. Béa comprend qu’il recherchait des informations sur Arthur Hilton, ayant reçu le pouvoir de contrôler les oiseaux. Béa, Holmes, Watson et Gregson se rendent à la prison où Arthur Hilton est désormais enfermé. Ils cherchent à l’utiliser comme appât pour établir un piège. Le plan échoue : le mage noir parvient jusqu’à Arthur Hilton, entre dans son esprit, découvre où se situe la brèche en accédant à ses souvenirs, le tue, puis cherche à s’enfuir. Sherlock semble parvenir à contrecarrer ses plans en l’enfermant dans un couloir sans issue, mais le mage discute alors avec Sherlock et semble trouver un argument décisif pour le pousser à le suivre. Holmes s’enfuit avec lui sous les yeux incrédules de Béa. Au 221B, les adolescents se réunissent autour du corps endormi de Jessie. Dans ses cauchemars, la jeune fille a été enterrée vivante par des médecins de peste. Béa, Spike, Léo et Billy attrapent sa main pour lui donner du courage. Celle-ci parvient à vaincre sa peur au sein de ses visions cauchemardesques et se réveille soudainement. Jessie sait désormais que la brèche se trouve dans les catacombes d’Aldgate : il est urgent de s’y rendre. Le mage noir les a devancés et arrive en compagnie de Sherlock devant la brèche. Il s’apprête désormais à devenir un dieu. |                                                                                           |                   |                             |
| 8 | Chapitre huit : L'Extase de la vie Chapter Eight: The Ecstasy of Life                     | Joss Agnew        | Tom Bidwell                 |
| Les adolescents, accompagnée de Watson, se rendent aux catacombes d’Aldgate. Leur arrivée est entendue par Holmes, qui interrompt le rituel d’incantations du mage. Ce dernier décide d’aller à la rencontre des nouveaux arrivants pour leur projeter des visions d’horreur qui les paralysent sur place. Jessie, en revanche, sait désormais vaincre ses peurs et parvient à entrer dans les pensées du mage pour lui renvoyer à son tour des visions d’horreur. Celui-ci titube, chute dans un ravin et meurt. Immédiatement, les visions cauchemardesques des autres adolescents prennent fin. Un éboulement dans un tunnel empêche toutefois Billy, Léo et Spike de poursuivre leur avancée. Jessie, Béa et Watson se rendent donc seuls jusqu’à la brèche devant laquelle Sherlock se trouve. Alice sort alors de la brèche en revenant du monde des morts. Une grande émotion accompagne les retrouvailles d’Alice avec ses filles et son ancien mari. Toutefois, Jessie comprend que sa mère agit dans le but d’agrandir l’ouverture entre les deux mondes. Alice souhaite en effet que le monde de l’au-delà absorbe celui des vivants pour mettre un terme à la vie et à la mort, associées aux souffrances qui n’existent plus dans le monde d’après. Sherlock et Béa sont prêts à la suivre dans ce projet, mais Jessie et Watson refusent. Jessie entre dans l’esprit de Béa pour lui montrer des souvenirs heureux et la convaincre que le cycle de la vie ne doit pas s’arrêter. Béa est convaincue et le rapport de force s’inverse. Jessie cherche alors à refermer la brèche, provoquant le renvoi d’Alice dans le monde des morts. Sherlock, qui ne peut perdre une deuxième fois sa femme, s’accroche à Alice pour la retenir. Jessie est déstabilisée et se sent aspirée à son tour dans la brèche. Béa s’accroche à elle. Watson, qui aime Sherlock, cherche d’abord à retenir son ami, puis comprend qu’il risque de provoquer une catastrophe en empêchant Jessie de refermer la brèche. Il lâche alors Sherlock, qui se retrouve englouti avec Alice, et aide Béa à retenir Jessie, qui parvient à refermer définitivement l’ouverture entre les deux mondes. Au-dehors, le chaos provoqué par l’ouverture de la brèche prend fin. Le désordre s’était emparé de la ville, transformant certains humains en monstres meurtriers. Léo, Billy et Spike étaient sur le point d’être anéantis par l’un d’entre eux. Le mal est désormais vaincu. Par la suite, Léo décide de repartir vivre au palais de Buckingham où l’attend son destin au sein de la famille royale. Béa craint de ne pas se remettre de cette séparation. Watson, lui-même très affecté par la disparition de Sherlock Holmes, promet de veiller sur elle. |                                                                                           |                   |                             |

## Univers de la série

### Personnages

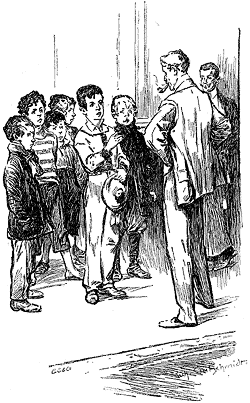
Sherlock Holmes rencontre Les Irréguliers dans Une étude en rouge (1887), illustré par Richard Gutschmidt.

Les Irréguliers apparaissent pour la première fois dans Une étude en rouge (A Study in Scarlet, 1887).
Ils interviennent dans plusieurs romans et nouvelles mettant en scène Sherlock Holmes. Il s'agit d'un groupe de gamins des rues qui vivent dans les alentours de Baker Street. Ils secondent parfois le détective dans ses enquêtes en se rendant un peu partout dans Londres, en posant des questions, en espionnant les suspects. Leur chef se nomme Wiggins. Sherlock Holmes rémunère leurs services au tarif d'un shilling par jour (plus les frais) et leur alloue une guinée (soit vingt-et-un shillings) pour toute découverte importante.
Dans cette série :
- Bea (Thaddea Graham) : la cheffe de la bande, qui vient d'avoir dix-sept ans. Elle tombe sur John Watson qui lui confie une première mission. Plus tard, elle interroge Sherlock Holmes afin de connaître la vérité sur la mort de sa mère.
- Jessie (Darci Shaw) : la jeune demi-sœur de Bea. Elle fait des cauchemars qui s'aggravent toutes les nuits et possède un don paranormal, tout comme sa mère.
- Billy (Jojo Macari) : jeune bagarreur, il a perdu sa mère lors de l'accouchement et son père soldat mort au combat. Dans le cinquième épisode, il tente de venger son lourd passé.
- Spike (McKell David) : il protège Jessie.
- Leopold (Harrison Osterfield) : il fait partie des membres de la famille royale britannique, qui, atteint d'hémophilie, s'ennuie en sa demeure et s'enfuit pour rejoindre Bea dont il est tombé amoureux.

## Accueil
Sur Rotten Tomatoes, la série est créditée d'une cote d'approbation générale de 76 % basée sur 21 critiques, avec une note moyenne de 6,22 ⁄10. Sur Metacritic, contient une note moyenne 60 sur 100 basée sur 12 critiques, indiquant des « avis mitigés ou moyens ».